# チベット死者の書
チベット死者の書（チベットししゃのしょ）は、チベット仏教ニンマ派の仏典。いわゆる埋蔵教法(gter chos)に属する。
パドマサンバヴァが著し弟子が山中に埋めて隠したものを後代に埋蔵教典発掘者（テルトン）のカルマ・リンパが発掘した埋蔵教典（テルマ）『サプチュウ・シト・ゴンパ・ランドル』（zab chos zhi khro dgongs pa rang grol、寂静・憤怒百尊を瞑想することによる自ずからの解脱)に含まれている「バルド・トゥ・ドル・チェンモ」（bar do thos grol chen mo、中有において聴聞することによる解脱)という詞章を指す。ウォルター・エヴァンス＝ヴェンツにより”Tibetan Book of the Dead” というタイトルで英訳され世界的なベストセラーとなり、日本でも一般的に『チベット死者の書』として知られている。『サプチュウ・シト・ゴンパ・ランドル』はニンマ派ではマハーヨーガと分類される無上ヨーガタントラの生起次第の修行法体系であるが、この「バルド・トゥ・ドル・チェンモ」と呼ばれる部分は、臨終に際してラマによって「枕経」として読まれる実用的な経典でもある。「バルド・トゥ・ドル」は、日本語訳によってさまざまな表記があり「バルドゥ・トェ・ドル」「バルド・トドゥル」「バルド・ソドル」などがある。
この他、中有のプロセスを解説したゲルク派の論書『クスムナムシャ』（sku gsum rnam gzhag） が『ゲルク派版死者の書』として翻訳・出版されている。

## 内容
バルド・トゥ・ドル（チベット死者の書）は、臨終の時から四十九日間（中陰）にわたって死者の耳元で話して読み上げられる枕経である。人間の感覚器官の中でももっとも原始的な耳は、死の後にも機能し続けて、死後の身体の中で働いている意識がイメージを構成するのに大きな役割を果たしているという認識を、チベット人は古くから持っていた。

### 目標
仏教には、命あるものすべてが生まれ変わり輪廻するという死生観がベースとしてあるが、迷いの道である輪廻から解放されて解脱し、涅槃に入ることを目標としてきた。その方法がヨーガや禅定など数々の修行法である。ところがチベット仏教では、解脱の最大のチャンスは死の直後であると考えられてきた。
「先生の教えでは、死後にやってくるバルドの体験を通して、いまだに未熟だった人も、生命の最も深い真理を理解することができる。だから、死はすべてを奪うものではなく、ほんとうの豊かさを与えてくれる機会だというのです」
手段を尽くしても解脱が達成できなかったときに、輪廻する世界のより良い方を選択し次の胎へと生まれるよう導く方策も書いてある。

### ３つのバルド
バルド・トゥ・ドル（チベット死者の書）には、死後に３つのバルドの段階があるとしている。順番に、
1. チカエ・バルド（'chi kha'i bar do, 死の瞬間のバルド）・・・生命の本性であるまばゆい「光」が現れる。
2. チョエニ・バルド（chos nyid bar do, 心の本体のバルド）・・・最初の7日に慈悲に満ちた優しい寂静尊が四十八体、次の7日に人骨を身につけた血まみれの恐ろしい憤怒尊が五十二体現れ、死者の意識は最大の危機にさらされる。しかしながら、これらは心の作り出した幻影に過ぎないと経典は語る。
3. シパ・バルド（srid pa bar do, 再生のバルド）・・・それぞれの世界を示す薄明かりが現れる。解脱させようとした努力も甲斐なく、ここまで来てしまった死者の魂には次善の策として六道輪廻のうちより良い世界へ生まれ変わるかのチャンスが与えられる。